# Josef Karl Theodor von Eberstein
Josef Karl Theodor von Eberstein (* 12. August 1761 in Mannheim; † 29. April 1833 in Mainz) war ein deutscher Politiker aus dem fränkischen Adelsgeschlecht Eberstein.

## Familie
Von Eberstein war der Sohn des kurpfälzischen Oberhofmeisters und Obersten Karl Christian von Eberstein (1724–1795) und seiner Ehefrau Sophie (1731–1798), der Tochter des Hugo Philipp Eckenbert Freiherr von Dalberg. Er war katholischer Konfession und heiratete 1788 in erster Ehe Sophie von Welden. Nach ihrem Tod 1791 heiratete er noch im selben Jahr in zweiter Ehe Maria Anna, die Tochter des kurmainzischen Hofrichters, Vizedom und Präsidenten des Handelsamts Carl Freiherr von Ritter zu Grünstein (1728–1792). Sie starb 1807; 1808 heiratete er in Paris Marguerite († 1837), die Tochter des Maréchal de camp Pierre Michel Vicomte de Brosse († 1809). Aus der ersten und dritten Ehe ging jeweils eine Tochter hervor, aus der zweiten Ehe zwei Töchter. Der preußische Generalleutnant und Heraldiker Ernst von Oidtman (1854–1937) ist ein Enkel.

## Leben
Von Eberstein war der Patensohn von Kurfürst Karl Theodor von der Pfalz und wurde an dessen Hof erzogen. Ab 1780 war er Akzessist auf der adeligen Bank des kurpfälzischen Hofgerichts. 1783 ernannte ihn sein Patenonkel zum kurpfälzisch-bairischen Kämmerer und pfalz-neuburgischen Regierungsrat. 1784 erhielt er die Ernennung zum wirklichen Neuburgischen adeligen Regierungsrat. Im gleichen Jahr trat er als Prinzenerzieher in die Dienste von Karl Anselm von Thurn und Taxis. Als Hofmeister der in Würzburg studierenden Taxis’schen Prinzen begleitete er sie auch auf der damals üblichen Bildungsreise. 1788 wurde er wirklicher Geheimer Rat und Präsident bei der fürstlichen Landesregierung in Regensburg, blieb aber auch weiterhin Gouverneur des Erbprinzen Karl Alexander von Thurn und Taxis. Der Versuch, ihn 1797 zum Generalpostdirektor in Regensburg zu ernennen, scheiterte am Widerspruch des Wiener Hofes. Er zog sich daher 1798 ins Privatleben nach Heidelberg zurück.
1806 ernannte ihn Fürst Karl Alexander von Thurn und Taxis zu seinem Residenten beim Fürstprimas des Rheinbundes, Karl Theodor von Dalberg. Dalberg ernannte von Eberstein zum Wirklichen Geheimen Staatsrat zur Verwaltung des Fürstentums Regensburg und wenige Monate später, am 29. November 1806, zum Konkommissar bei der für die Verwaltung der Stadt Frankfurt am Main eingesetzten fürstlich Primatischen Generalcommission. Er war dort treibende Kraft hinter den Reformen im neuen Staat des Fürstprimas und später im Großherzogtum Frankfurt. Er wurde Direktorialgesandter des vorgesehenen rheinbündischen Bundestages und Autor eines 19-Punkte-Programm für die 1. Sitzung, die jedoch nie zustande kam. 1807/08 besuchte er mit Dalberg Paris und stellte dort verschiedenen Verfassungsentwürfe für den Rheinbund vor.
1810 wurde von Eberstein Ministerstaatssekretär sowie Außen-, Kultus- und Militärminister des Großherzogtums Frankfurt. Nach dem Zusammenbruch des Großherzogtums Frankfurt zog er sich aus der Politik zurück. Seine große Bibliothek stiftete er der Stadt Mainz.